# Savalia savaglia

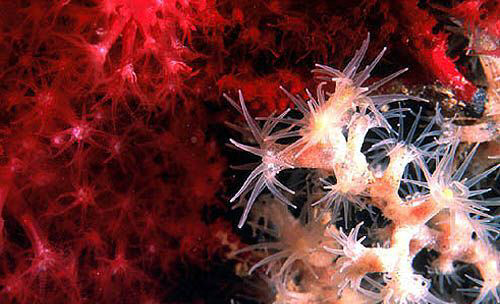
Pólipos de Savalia savaglia

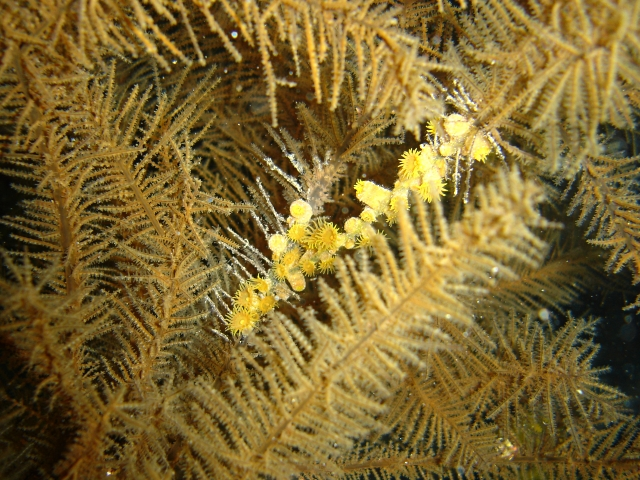
Savalia savaglia colonizando una rama de gorgonia

Savalia savaglia es una especie de coral de la familia Parazoanthidae, orden Zoantharia.
Su nombre común es falso coral negro. Es el único zoantido capaz de producir un grueso y rígido esqueleto. 

## Morfología
Son pólipos coloniales con la misma estructura morfológica que las anémonas. Los pólipos son muy grandes, de hasta 3 centímetros, y poseen numerosos tentáculos, entre 24 y 30, no pinnados, y dispuestos en una sola corona. Los pólipos pueden conectarse entre sí a través del coenenchyma, un tejido a modo de alfombra en la base, que los zoantidos utilizan para desarrollar la colonia.
La colonia, ramificada, con frecuencia arranca creciendo en el tallo de una gorgonia o antipatario, como Paramuricea clavata, Eunicella spp., o Antipathes spp., colonizándolos 
parcial o totalmente. Entonces, tras propagarse por el anfitrión, comienza a construirse un duro esqueleto proteínico en capas, que puede alcanzar grandes tamaños, por encima de 2 m de alto y 14 cm de diámetro. También genera colonias con estructura esquelética ramificada, ancladas al sustrato, sin colonizar otras especies.
La coloración del disco oral y de los tentáculos es amarilla, y en ocasiones rosada o blanca. La intensidad del color varia según la iluminación.
S. savaglia es el único organismo conocido hasta la fecha que produce ajugasterona-C, una hormona previamente conocida exclusivamente en plantas terrestres. También contiene otra excepcional singularidad biológica, las pruebas con carbono-14 han indicado una antigüedad de 2.700 años en esqueletos de S. savaglia, lo que les convierte en uno de los animales con mayor expectativa de vida.

## Hábitat y distribución
Esta especie se distribuye en el mar Mediterráneo, y en las islas Azores, Madeira y Canarias.
Tiene una amplia distribución batimétrica, entre 20 y más de 600 m de profundidad.
Viven en zonas de corrientes medias a fuertes, pues necesita un hidrodinamismo moderado pero constante.
En la reserva marina del Archipiélago Chinijo, en el Norte de Lanzarote, podemos encontrar la mayor concentración del mundo de este coral. Se trata de un volcán submarino que va desde los 25 metros a los 70 metros de profundidad y está completamente cubierto por miles de ejemplares. Un lugar llamado el Bajo de las Gerardias

## Alimentación
Son suspensívoros, o que se alimentan de las presas de plancton, que capturan de las corrientes ayudados de sus minúsculos tentáculos.

## Reproducción
Es una especie gonocórica, o de sexos separados, con colonias macho o hembra. Se reproducen sexualmente al final del otoño, cuando la temperatura del agua marina comienza a decaer. La fertilización es externa, y expulsan los gametos a la columna de agua en diciembre. Tras la fertilización, se producen larvas plánulas que deambulan por la columna de agua hasta fijarse en gorgonias, antipathes, o rocas, evolucionando posteriormente a forma pólipo. Posteriormente, se reproducen  asexualmente por gemación, desarrollando así la colonia coralina. 

## Conservación
Esta especie está incluida en el Anexo II, ASPIM, de la Convención de Barcelona; y en el Anexo II de la Convención de Berna, para la conservación de la vida salvaje europea y sus hábitats.
Está clasificada como especie vulnerable: "especie, subespecie o población de una especie que corre el riesgo de pasar a la categoría anterior, en peligro de extinción, en un futuro inmediato si los factores adversos que actúan sobre ella no son corregidos.", por el Real Decreto 139/2011, de 4 de febrero, para el desarrollo del Listado de Especies Silvestres en Régimen de Protección Especial y del Catálogo Español de Especies Amenazadas. Publicado por el Boletín Oficial del Estado del miércoles 23 de febrero de 2011. 